# Gadsby (Alberta)
Pour les articles homonymes, voir Gadsby.
Gadsby est un village (village) du comté de Stettler No 6, situé dans la province canadienne d'Alberta.

## Démographie
En tant que localité désignée dans le recensement de 2011, Gadsby a une population de 25 habitants dans 14 de ses 18 logements, soit une variation de -28,6 % avec la population de 2006. Avec une superficie de 0,819 1 km2, village possède une densité de population de 30,521 3 hab/km2 en 2011.
Concernant le recensement de 2006, Gadsby abritait 35 habitants dans 17 de ses 18 logements. Avec une superficie de 0,819 1 km2, village possédait une densité de population de 42,7 hab/km2 en 2006.
| 2001 | 2006 | 2011 | 2016 |
| ---- | ---- | ---- | ---- |
| 40   | 35   | 25   | 40   |